# Star-Lord
Star-Lord är en fiktiv karaktär i Marvel-universumet, skapad av Steve Englehart och publicerad av Marvel Comics. Star-Lord introducerades först i Marvel Preview #4 (1976).

## 1976 till 1997
Star-Lords äventyr skildras i nio serietidnings-nummer utspridda över många år av utgivning och med tre olika författare:
- Marvel Preview #4, 1976, Steve Englehart.
- Marvel Preview #11, 1977, Chris Claremont.
- Marvel Preview #14, 1978
- Marvel Preview #15, 1978
- Marvel Preview #18, 1979, Doug Moench
- Marvel Super Special #10; 1979
- Marvel Spotlight #6-7; 1980
- Marvel Premier #61; 1981

Star-Lord är Peter Quill som är född i USA, hans mor Meredith och han själv kommer i kontakt med utomjordingar som landar på Jorden. I det första numret beskrivs hans uppväxt och drivkrafter och det slutar med hans resa ut i rymden och hur han blir utsedd till att vara Star-Lord av Master of the Sun. Med utnämningen följer superhjälteförmågor och unik utrustning. Han får förmågan att kommunicera på alla språk och att förstå alla maskiner, han får ett pistolformat vapen som kan skapa de fyra elementen eld, vatten, luft och jord.
Efter det första numret är författaren utbytt och berättelserna är episodiska och kan läsas oberoende av varandra. Det förekommer dock återblickar som återigen förklarar hans ursprung. Från det andra numret så har Star-Lord en ständig följeslagare i det intelligenta och formskiftande Ship. I det sjunde numret, Marvel Spotlight #6 "The Saga begins", återberättas Star-Lords historia, med några små ändringar.
Serien återkommer 1996, då Timothy Zahn gör en sammanhängande berättelse i en egen serie-tidning på tre nummer. I denna serie så hittar en man Star-Lords kraschade skepp Ship på planeten Bovric. Star-Lord själv har inte hörts av på tolv år. Mannen som heter Sinjin Quarrel är en något misslyckad telepat men kan kommunicera med det förvirrade skeppet som drabbats av minnesförlust. De blir vänner och Sinjin ger skeppet namnet Aurora. Med den unika utrustningen, dräkt, hjälm och pistol tränas han av Aurora upp till att ta rollen som superhjälten Star-Lord. 
- Starlord #1-3, 1996, Timothy Zahn.

Under hela denna första period av Star-Lord under 1970, 1980 och 1990-talet så förekommer ingen koppling i vare sig karaktärer eller platser till övriga delar av Marvels fiktiva värld.
- Star-Lord: Guardian of the Galaxy (samlar Star-Lord-berättelserna från: Marvel Preview #4,11,14,15,18; Marvel Super Special #10; Marvel Spotlight, volume 2 #6-7; Marvel Premier #61; Starlord #1-3), 2014, ISBN 978-0-7851-5449-5)

## 2004 till 2013
Star-Lord dyker återigen upp 2004, denna gång som en bifigur i tidningen Thanos #8 till #12. Star-Lord är från och med detta med i Marvels fiktiva värld. Star-Lord är något annorlunda i denna skepnad, en del av bakgrundshistorien är samma men det finns ingen direkt koppling till de tidigare publicerade äventyren. Star-Lord blir medlem av "Guardians of the galaxy".

## 2014 till 2018
Under augusti 2014 släpptes filmen Guardians of the Galaxy med Star-Lord spelad av Chris Pratt som huvudkaraktär.
2017 kom Guardians of the Galaxy Vol. 2, med Chris pratt som Star-Lord igen.
2018 kommer Avengers: Infinity War, där Star-Lord återigen spelas av Chris Pratt